# Schrei aus dem Dschungel
Schrei aus dem Dschungel (Originaltel: Jungle Jim in the Forbidden Land) ist ein US-amerikanischer Abenteuerfilm aus dem Jahr 1952 von Lew Landers mit Johnny Weissmuller in der Hauptrolle. Von Columbia Pictures in den Verleih gebracht ist er der achte von 16 Filmen, die auf dem Comicstrip Jungle Jim von Alex Raymond, der ab 1934 veröffentlicht wurde, basieren.

## Handlung
In einer afrikanischen Kleinstadt bittet die Anthropologin Dr. Linda Roberts Kommissar Kingston um eine Genehmigung und staatliche Unterstützung, um eine Safari in den Dschungel zu leiten, um das angebliche Land der Riesenmenschen zu finden. Als Kingston ihre Bitte ablehnt, besteht Linda darauf, dass sie allein gehen wird. Kingstons Sekretär empfiehlt ihr, den Führer Jungle Jim aufzusuchen, der ihr bei ihrer Suche helfen kann.
Auf einem Fluss werden Linda und ihre angeheuerten Männer von einem Nilpferd angegriffen. Die Männer ergreifen die Flucht und lassen Linda zurück, die es allein ans Ufer schafft. Sie wird von einem Panther verfolgt, aber Jungle Jim hat den früheren Angriff gehört und kommt ihr zu Hilfe. In Jims Lager erklärt Linda ihr Ziel, doch bevor Jim antworten kann, wird er von einem lokalen alten weisen Mann namens „der Alte“ gerufen. Jim willigt ein, Linda mitzunehmen, aber auf dem Fluss wird ihr Boot erneut von dem Nilpferd angegriffen, das Jim nach einem erbitterten Unterwasserkampf tötet. Im Lager des Alten wartet Kingston auf Jim und erklärt ihm, dass skrupellose Händler auf der Suche nach Elfenbein eine Elefantenherde ermorden wollen, die in einem abgelegenen Teil des Dschungels von Hochwasser eingeschlossen wurde. Kingston bittet Jim, ihm den Weg in das Land der Riesenmenschen zu zeigen, da dieser nach Ansicht des Kommissars die einzige Möglichkeit für die Elefanten wäre, aus dem Dschungel herauszukommen. Jim lehnt ab und weist darauf hin, dass die Wassermassen irgendwann zurückgehen werden und dass die Riesenmenschen viel zu gefährlich sind, um sie zu stören. Als Kingston enthüllt, dass seine Männer zwei der Riesenmenschen gefangen genommen haben, warnt Jim ihn, sie nicht freizulassen. Als er zum Lager zurückkehrt, sieht Jim Einheimische mit Elfenbeinstoßzähnen und folgt drei Eingeborenen zu einer Höhle, wo er zwei von ihnen gefangen nimmt. Im Lager des Jägers Fred Lewis und seines Mündels Denise beschwert sich derweil der Händler Quigley, dass Lewis’ Elfenbeinlieferung zu wenig sei. In diesem Moment kommt Jim an, um Lewis den Elfenbeindiebstahl zu melden. Quigley verlangt mehr Elfenbein, aber Lewis erinnert ihn an die gesetzlichen Beschränkungen.
Zurück in der Stadt treffen sich Lewis, Denise und ihr Kollege Doc Edwards mit Kingston und bieten an, die Elefanten zu befreien, indem sie den gefangenen Riesenmenschen in ihr Land folgen. Als Lewis warnt, dass die Riesen gefährlich sein könnten, schlägt Denise vor, dass Edwards sie unter Drogen setzt, um das Risiko zu verringern. In ihrem Lager besprechen Denise und Edwards ihren Plan, mehr Elfenbein zu beschaffen, um es Quigley ohne Lewis’ Wissen zu verkaufen. Als Edwards versucht, einer Riesenfrau die Droge zu injizieren, bricht der Riesenmann aus seinem Käfig aus und entkommt, obwohl er von einem Wächter verwundet wird, in den Dschungel. Kingston und seine Soldaten werden alarmiert und suchen nach dem Riesen. Als Linda allein in Jims Lager arbeitet, wird sie vom Riesen angegriffen, aber Jim kommt und wehrt ihn ab, bevor die Kreatur zurück in den Dschungel flieht. Jim verfolgt sie, gefolgt von Linda und Jims Schimpansen Tamba. Im Lager von Lewis kehrt der Riese zurück und befreit seine Gefährtin, die mit ihm im Dschungel verschwindet. Lewis belauscht Denise, die mit einem einheimischen Zulu Vereinbarungen trifft, und verlangt eine Erklärung. Als er erfährt, dass Denise nur hinter dem Elfenbein her ist, droht er, es Kingston zu erzählen, aber Denise befiehlt dem Zulu, Lewis zu töten.
Als Jim auf seiner Verfolgung des Riesen das Lager erreicht, schlägt Edwards ihn nieder. Denise schlägt vor, dass Edwards Jim mit Wahrheitsserum behandelt, um ihn zu zwingen, den Standort des Landes der Riesen preiszugeben. Sobald Kingston im Lager ankommt, sagen Denise und Edwards ihm, dass Jim des Mordes an Lewis schuldig ist. Kingston nimmt den gefesselten und geknebelten Jim fest, während Denise, Edwards und der Zulu den entflohenen Riesen folgen. In dieser Nacht kommen Linda und Tamba in Kingstons Lager und befreien Jim. Die drei folgen Denise und Edwards an den Rand des Landes der Riesen und entdecken die Elefantenherde. Als sie auf den Zulu stoßen, verlangt Jim, dass er sie zu Denise und Edwards führt, um ein weiteres Abschlachten der Elefanten zu verhindern. Als Denise und Edwards von dem männlichen und dem weiblichen Riesen bedroht werden, tötet Denise das Weibchen, was den Riesen rasend vor Wut macht. Jim verteidigt die Gruppe, gerade als Kingston und seine Männer eintreffen, um ihn erneut festzunehmen. Tamba schafft ein Ablenkungsmanöver, sodass Jim und Linda entkommen können und dem fliehenden Zulu folgen. Nachdem sie den Eingeborenen wieder gefangen genommen haben, bringen Jim und Linda ihn zu Kingston. Der Zulu gesteht, dass er Lewis auf Denises Befehl ermordet hat. Als er zu fliehen versucht, wird er von Kingston getötet, doch der Schuss löst eine Panik inter den Elefanten aus, die Jim aus dem geheimen Pass umleitet. Denise und Doc, die versuchen, der Massenpanik zu entfliehen, rennen direkt in Jim und Linda hinein. Jim überwältigt Edwards, während Denise Linda ausweicht, nur um von dem männlichen Riesen gefangen genommen zu werden. Nach einem Kampf stürzen die beiden von einer Klippe in den Tod. Später entschuldigt sich Kingston bei Jim und Linda erklärt, dass sie kein weiteres Interesse daran hat, mehr von den Riesenmenschen zu sehen.

## Hintergrund
Gedreht wurde der Film ab Mitte April 1951 auf der Movie Ranch von Ray Corrigan in Simi Valley.
Zwischen 1948 und 1955 entstanden 16 Filme für die Reihe, alle mit Johnny Weissmüller in der Hauptrolle. Die Reihe begann für ihn direkt im Anschluss nach seinem letzten Tarzanfilm Tarzan in Gefahr.

## Synchronisation
Die deutsche Synchronfassung entstand im Auftrag der Aura Film Synchron unter der Dialogregie von Conrad von Molo nach einem Dialogbuch von Harald G. Petersson.
| Rolle             | Schauspieler       | Deutscher Synchronsprecher |
| ----------------- | ------------------ | -------------------------- |
| Jungle Jim        | Johnny Weissmuller | Heinz Engelmann            |
| Dr. Linda Roberts | Angela Greene      | Ursula Traun               |
| Denise            | Jean Willes        | Eva Maria Meineke          |

## Veröffentlichung
Die Premiere des Films fand am 17. März 1952 statt. In der Bundesrepublik Deutschland kam er am 28. August 1953 in die Kinos, in Österreich im September 1953.

## Kritiken
Das Lexikon des internationalen Films schrieb: „Naiver Abenteuerfilm nach tausendfach erprobtem Rezept.“